# 理查德·蒙塔古
理查德·梅里特·蒙塔古（英語：Richard Merritt Montague，1930年9月20日—1971年3月7日），生於美國加州史塔克頓，美國數學家與哲學家，曾提出蒙塔古語法（Montague grammar）。

## 生平
於加州大學柏克萊分校，1950年，蒙塔古取得哲學學士。1953年，取得數學碩士學位。1957年，在阿尔弗雷德·塔斯基指導下，取得哲學博士學位。
1971年，他在自宅遭到謀殺，但是一直不清楚兇手及其動機。